# Lista de singles número um na Gaon Digital Chart em 2019
A parada digital da Gaon classifica as músicas com melhor desempenho na Coreia do Sul através de dados coletados pela Korea Music Content Industry Association. É constituída através de uma parada semanal e uma parada mensal. Abaixo está uma lista de canções que alcançaram as melhores posições em tais paradas.

## Parada semanal

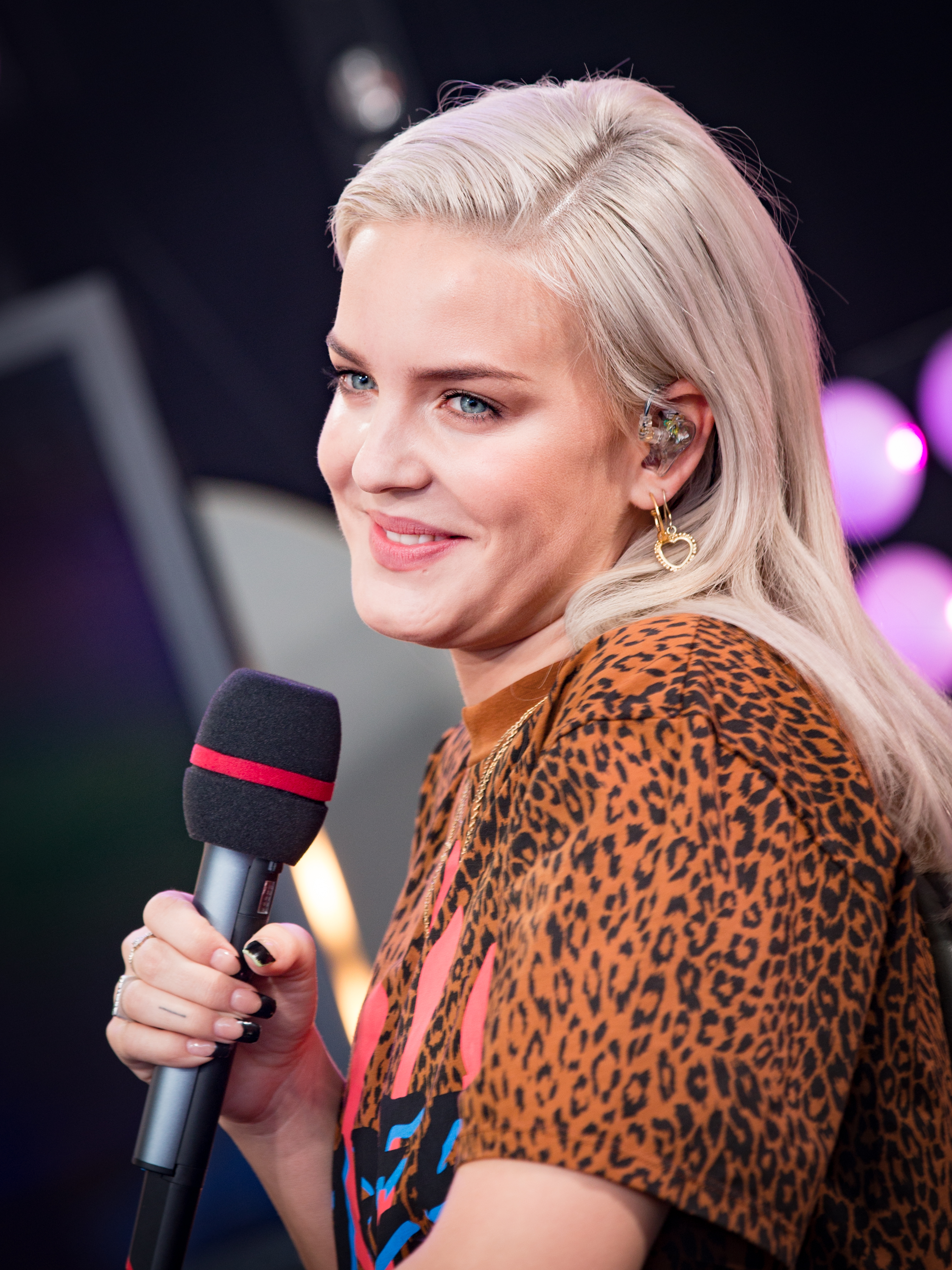
"2002" de Anne-Marie (foto) foi a primeira música internacional a alcançar o topo do gráfico mensal na história da Gaon.

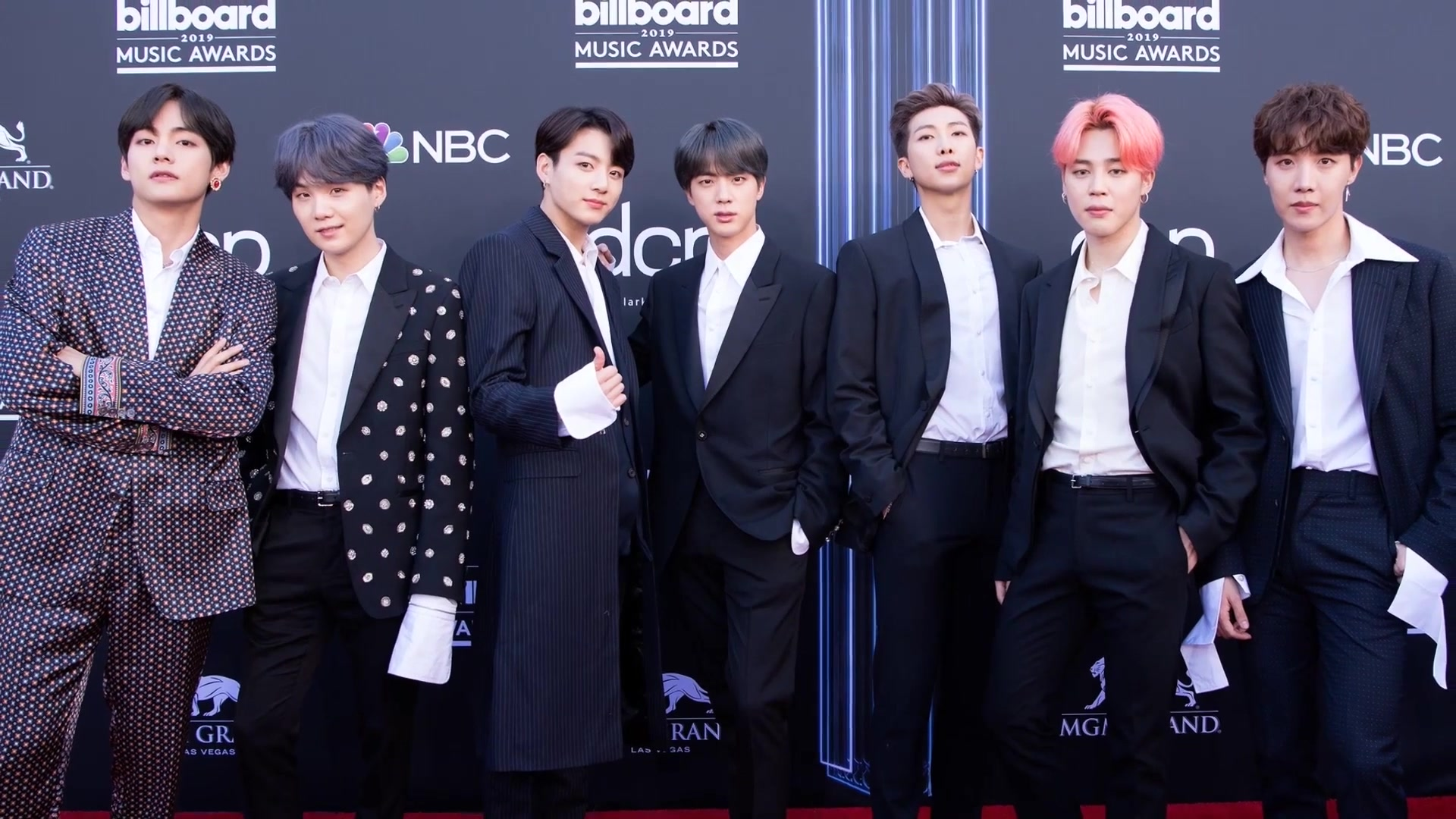
BTS (foto) foi o único grupo de K-pop a conseguir a primeira posição na parada em 2019.

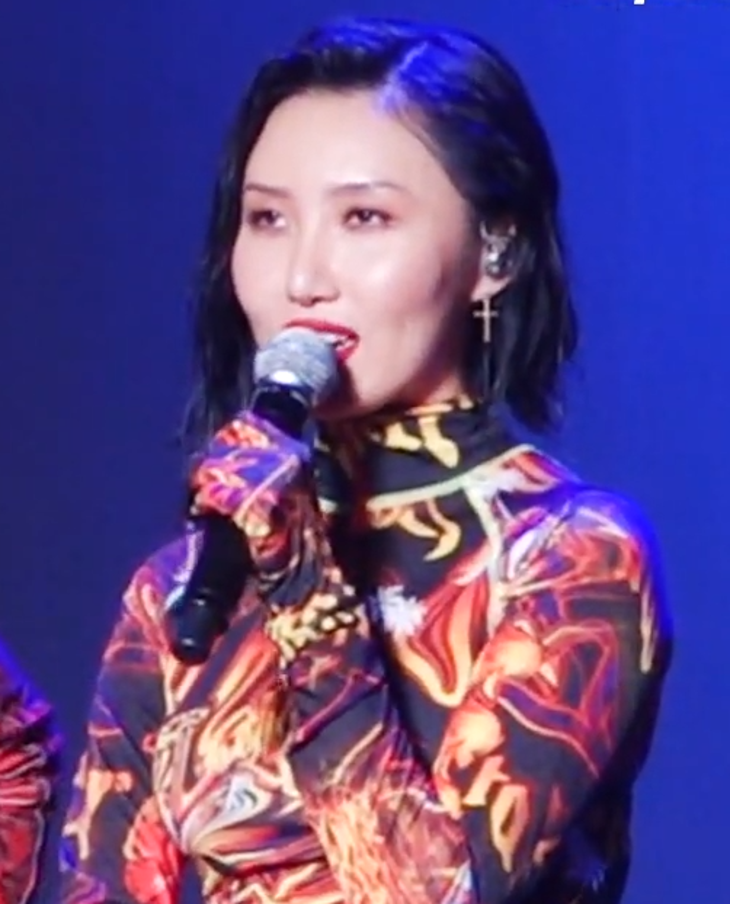
Hwasa (foto) alcançou o topo com o single de estreia, "Twit".

| † | Indica a canção com melhor desempenho na parada digital semanal da Gaon em 2019 |

| Data            | Canção                                                                                                | Artista(s)                          | Ref    |
| --------------- | --- | ----------------------------------- | ------ |
| 5 de janeiro    | "180 Degrees" (180도)                                                                                 | Ben                                 | [ 2 ]  |
| 12 de janeiro   | "After You've Gone" (넘쳐흘러)                                                                        | MC the Max                          | [ 3 ]  |
| 19 de janeiro   | "After You've Gone" (넘쳐흘러)                                                                        | MC the Max                          | [ 4 ]  |
| 26 de janeiro   | "After You've Gone" (넘쳐흘러)                                                                        | MC the Max                          | [ 5 ]  |
| 2 de fevereiro  | "Fire Up" (이 노래가 클럽에서 나온다면)                                                               | Woody                               | [ 6 ]  |
| 9 de fevereiro  | "Fire Up" (이 노래가 클럽에서 나온다면)                                                               | Woody                               | [ 7 ]  |
| 16 de fevereiro | "Fire Up" (이 노래가 클럽에서 나온다면)                                                               | Woody                               | [ 8 ]  |
| 23 de fevereiro | "Twit" (멍청이)                                                                                       | Hwasa                               | [ 9 ]  |
| 2 de março      | "Rodetop" (옥탑방)                                                                                    | N.Flying                            | [ 10 ] |
| 9 de março      | "Rodetop" (옥탑방)                                                                                    | N.Flying                            | [ 11 ] |
| 16 de março     | "Lovedrunk" (술이 달다)                                                                               | Epik High com Crush                 | [ 12 ] |
| 23 de março     | "Maiobe It's Not Our Fault" (그건 아마 우리의 잘못은 아닐 거야)                                       | Baek Ye-rin                         | [ 13 ] |
| 30 de março     | "Four Seasons" (사계)                                                                                 | Taeyeon                             | [ 14 ] |
| 6 de abril      | "Four Seasons" (사계)                                                                                 | Taeyeon                             | [ 15 ] |
| 13 de abril     | "Bom" (나만, 봄)                                                                                      | Bolbbalgan4                         | [ 16 ] |
| 20 de abril     | "Boy with Luv" (작은 것들을 위한 시)                                                                  | BTS com Halsey                      | [ 17 ] |
| 27 de abril     | "Boy with Luv" (작은 것들을 위한 시)                                                                  | BTS com Halsey                      | [ 18 ] |
| 4 de maio       | "Boy with Luv" (작은 것들을 위한 시)                                                                  | BTS com Halsey                      | [ 19 ] |
| 11 de maio      | "Goodbye"                                                                                             | Park Hyo-shin                       | [ 20 ] |
| 18 de maio      | "For Lovers Who Hesitate" (주저하는 연인들을 위해)                                                    | Jannabi                             | [ 21 ] |
| 25 de maio      | "If There Was Practice in Love" (사랑에 연습이 있었다면)                                              | Lim Jae Hyun                        | [ 22 ] |
| 1 de junho      | "If There Was Practice in Love" (사랑에 연습이 있었다면)                                              | Lim Jae Hyun                        | [ 23 ] |
| 8 de junho      | "If There Was Practice in Love" (사랑에 연습이 있었다면)                                              | Lim Jae Hyun                        | [ 24 ] |
| 15 de junho     | "To Be Honest" (솔직하게 말해서 나 김나영)                                                            | Kim Na-young                        | [ 25 ] |
| 22 de junho     | "To Be Honest" (솔직하게 말해서 나 김나영)                                                            | Kim Na-young                        | [ 26 ] |
| 29 de junho     | "Drunk on Love" (술이 문제야)                                                                         | Jang Hye-jin e Yoon Min-soo         | [ 27 ] |
| 6 de julho      | "Drunk on Love" (술이 문제야)                                                                         | Jang Hye-jin e Yoon Min-soo         | [ 28 ] |
| 13 de julho     | "Thank You for Goodbye" (헤어져줘서 고마워)                                                           | Ben                                 | [ 29 ] |
| 20 de julho     | "Thank You for Goodbye" (헤어져줘서 고마워)                                                           | Ben                                 | [ 30 ] |
| 27 de julho     | "All About You" (그대라는 시)                                                                         | Taeyeon                             | [ 31 ] |
| 3 de agosto     | "All About You" (그대라는 시)                                                                         | Taeyeon                             | [ 32 ] |
| 10 de agosto    | "Remember Me" (기억해줘요 내 모든 날과 그때를)                                                        | Gummy                               | [ 33 ] |
| 17 de agosto    | "So Long" (안녕)                                                                                      | Paul Kim                            | [ 34 ] |
| 24 de agosto    | "Done for Me"                                                                                         | Punch                               | [ 35 ] |
| 31 de agosto    | "So Long" (안녕)                                                                                      | Paul Kim                            | [ 36 ] |
| 7 de setembro   | "So Long" (안녕)                                                                                      | Paul Kim                            | [ 37 ] |
| 14 de setembro  | "So Long" (안녕)                                                                                      | Paul Kim                            | [ 38 ] |
| 21 de setembro  | "Workaholic" (워커홀릭)                                                                               | Bolbbalgan4                         | [ 39 ] |
| 28 de setembro  | "Your Shampoo Scent in the Flowers" (흔들리는 꽃들 속에서 네 샴푸향이 느껴진거야)                     | Jang Beom-June                      | [ 40 ] |
| 5 de outubro    | "How Can I Love the Heartbreak, You're the One I Love" (어떻게 이별까지 사랑하겠어, 널 사랑하는 거지) | AKMU                                | [ 41 ] |
| 12 de outubro   | "How Can I Love the Heartbreak, You're the One I Love" (어떻게 이별까지 사랑하겠어, 널 사랑하는 거지) | AKMU                                | [ 42 ] |
| 19 de outubro   | "How Can I Love the Heartbreak, You're the One I Love" (어떻게 이별까지 사랑하겠어, 널 사랑하는 거지) | AKMU                                | [ 43 ] |
| 26 de outubro   | "How Can I Love the Heartbreak, You're the One I Love" (어떻게 이별까지 사랑하겠어, 널 사랑하는 거지) | AKMU                                | [ 44 ] |
| 2 de novembro   | "Fame"                                                                                                | MC Mong com Song Ga-in e Chancellor | [ 45 ] |
| 9 de novembro   | "Love Poem"                                                                                           | IU                                  | [ 46 ] |
| 16 de novembro  | "Late Night" (늦은 밤 너의 집 앞 골목길에서)                                                          | Noel                                | [ 47 ] |
| 23 de novembro  | "Blueming"                                                                                            | IU                                  | [ 48 ] |
| 30 de novembro  | "Blueming"                                                                                            | IU                                  | [ 49 ] |
| 7 de dezembro   | "Blueming"                                                                                            | IU                                  | [ 50 ] |
| 14 de dezembro  | "Blueming"                                                                                            | IU                                  | [ 51 ] |
| 21 de dezembro  | "Square (2017)"                                                                                       | Baek Ye-rin                         | [ 52 ] |
| 28 de dezembro  | "Meteor"                                                                                              | Changmo                             | [ 53 ] |

## Parada mensal
| † | Indica a canção com melhor desempenho na parada digital mensal da Gaon em 2019 |

| Mês       | Música                                                                                                | Artista(s)                  | Ref    |
| --------- | --- | --------------------------- | ------ |
| Janeiro   | "After You've Gone" (넘쳐흘러)                                                                        | MC the Max                  | [ 54 ] |
| Fevereiro | "Fire Up" (이 노래가 클럽에서 나온다면)                                                               | Woody                       | [ 55 ] |
| Março     | "Rooftop" (옥탑방)                                                                                    | N.Flying                    | [ 56 ] |
| Abril     | "Bom" (나만, 봄)                                                                                      | Bolbbalgan4                 | [ 57 ] |
| Maio      | "For Lovers Who Hesitate" (주저하는 연인들을 위해)                                                    | Jannabi                     | [ 58 ] |
| Junho     | "2002"                                                                                                | Anne-Marie                  | [ 59 ] |
| Julho     | "Drunk on Love" (술이 문제야)                                                                         | Jang Hye-jin e Yoon Min-soo | [ 60 ] |
| Agosto    | "Remember Me" (기억해줘요 내 모든 날과 그때를)                                                        | Gummy                       | [ 61 ] |
| Setembro  | "So Long" (안녕)                                                                                      | Paul Kim                    | [ 62 ] |
| Outubro   | "How Can I Love the Heartbreak, You're the One I Love" (어떻게 이별까지 사랑하겠어, 널 사랑하는 거지) | AKMU                        | [ 63 ] |
| Novembro  | "Love Poem"                                                                                           | IU                          | [ 64 ] |
| Dezembro  | "Blueming"                                                                                            | IU                          | [ 65 ] |